# Палтанавичюс, Пятрас-Витаутас
Пя́трас-Вита́утас Палтана́вичюс (лит. Petras Vytautas Paltanavičius; 16 августа 1924, местечко Круонис, Кайшядорский район, Литва — 12 мая 1994, Вильнюс, Литва) — литовский композитор.

## Биография
В 1954 году окончил Литовскую консерваторию (композиция, класс Антанаса Рачюнаса).
В 1954—1968 годах заведующий музыкальной редакцией издательства «Вага». В 1969—1973 заведующий музыкальным отделом Республиканского Дома профсоюзов. Автор опер, вокальных циклов, романсов на стихи Эдуардаса Межелайтиса, Винцаса Миколайтиса-Путинаса, песен на стихи Антанаса Венцловы, Паулюса Ширвиса, музыки к спектаклям, обработок литовских народных песен.
Похоронен на Антакальнисском кладбище.

## Сочинения
- 1953 — симфоническая поэма «Завоёванный хлеб» / Mes už draugystę (на стихи Эдуардаса Межелайтиса)
- 1954 — кантата «Мы за дружбу» / Mes už draugystę (на стихи Эдуардаса Межелайтиса и Костаса Кубилинскаса)
- 1958 — симфония
- 1961 — симфоническая поэма «Палангос Юзе»
- 1962 — сюита «Вильнюсские акварели» для оркестра
- 1963 — цикл для голоса и фортепиано «Северное море» (на стихи Генриха Гейне)
- 1967 — опера «На распутье» / Kryžkeleje (Вильнюс)
- 1969 — рапсодия
- 1970 — кантата «Не погасить крылатое пламя революции» / Neužgesint revoliucijos gaisro sparnuoto (на стихи Антанаса Йонинаса)
- 1972 — цикл для голоса и фортепиано «Берёзовый триптих» (на стихи Юозаса Тислявы, Владаса Мозурюнаса, Bинцаса Миколайтиса-Путинаса)
- 1972 — «Баллада об Октябре» для солиста и хора (на стихи Винцаса Миколайтиса-Путинаса)
- 1973 — концерт для виолончели с оркестром
- 1976 — цикл для голоса и фортепиано «Балтика» (на стихи Казиса Боруты, Паулюса Ширвиса, Антанаса Венцловы)
- 1983 — опера «Морская легенда» (Вильнюс)
- 1988 — концерт для скрипки с оркестром

## Награды
- 1970 — Заслуженный деятель искусств Литовской ССР